# Aisne (affluent de l'Ourthe)
Pour les articles homonymes, voir Aisne.
L'Aisne est une rivière ardennaise de Belgique, affluent de l'Ourthe et faisant donc partie du bassin versant de la Meuse. D'une longueur de 31 kilomètres elle coule entièrement en province de Luxembourg.

## Parcours

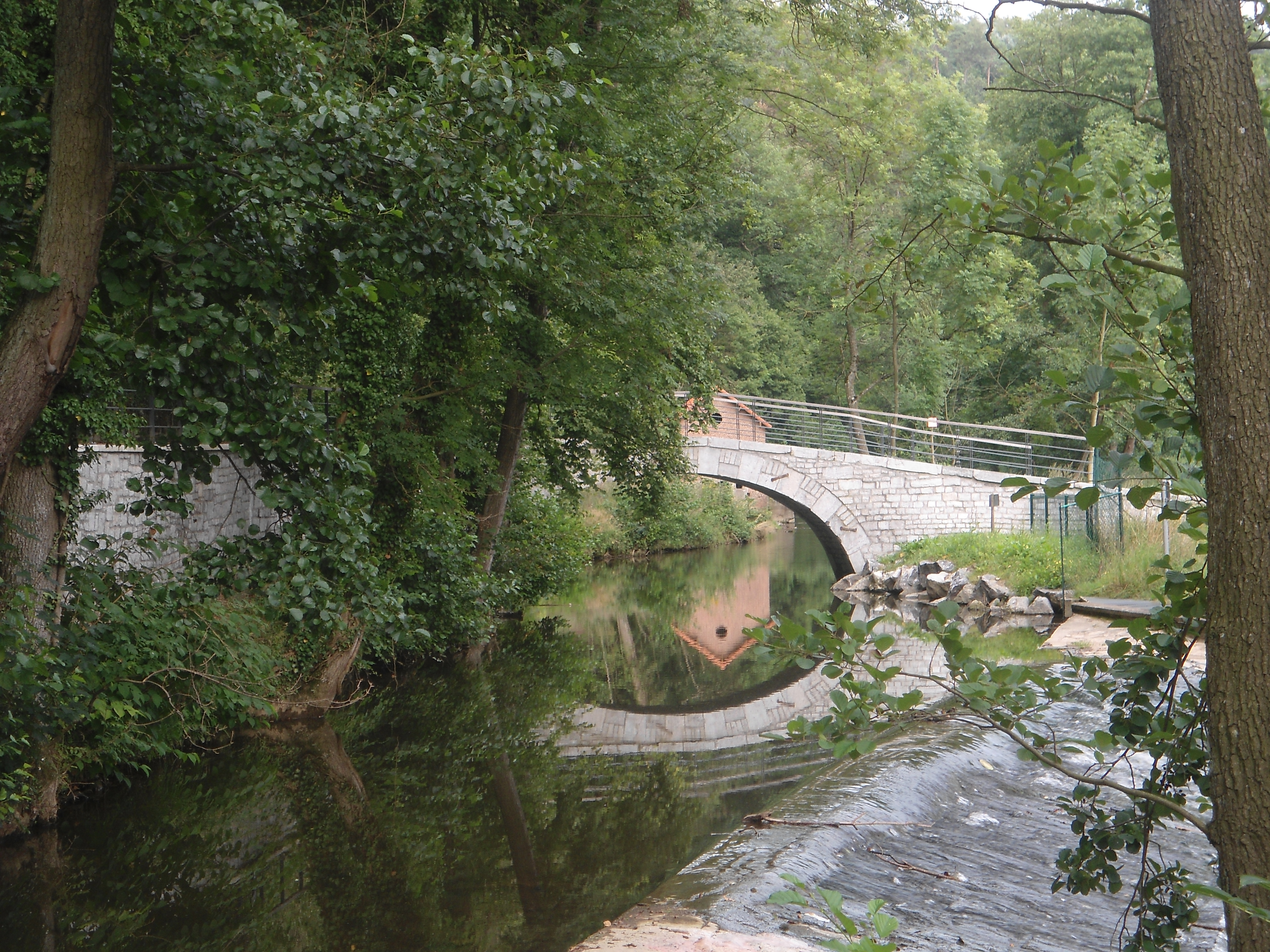
L'Aisne à Bomal.

L'Aisne prend sa source à une altitude de 630 m. dans la Fagne du Pouhon à l'ouest de la Baraque de Fraiture sur le plateau des Tailles. Le cours d'eau passe ensuite par les villages ou hameaux de Freyneux, Amonines, Blier, Pont d'Érezée, Fanzel, Laforge, Roche-à-Frêne, Aisne et Juzaine. 
Elle rejoint ensuite l’Ourthe à Bomal à l'altitude de 140 m.
La superficie de son bassin versant est de 187 km2.

## Affluents
De l'amont vers l'aval, les principaux affluents de l'Aisne sont :
- le ruisseau de l'Alu à Forge à la Piez (rive gauche)
- l'Estinale à Fanzel (rive droite)
- l'Amante appelée aussi Mayeni à Laforge (rive droite)
- le ruisseau du Vieux-Fourneau entre Aisne et Juzaine (rive droite)